# Cybaeus sanctus
Espèce
Synonymes
- Cybaeomyro sanctus Kishida, 1942

Cybaeus sanctus est une espèce d'araignées aranéomorphes de la famille des Cybaeidae.

## Distribution
Cette espèce est endémique du Japon Elle se rencontre dans les préfectures de Nagano et de Saitama.

## Description
La femelle décrite par Komatsu en 1961 mesure 4,0 mm.

## Systématique et taxinomie
Cette espèce a été décrite sous le protonyme Cybaeomyro sanctus par Kishida en 1942. Elle est placée dans le genre Cybaeus par Brignoli en 1983.

## Publication originale
- Komatsu, 1942 : « 最勝洞産蜘蛛 (Spiders from Saisho-do caves). » Acta Arachnologica, vol. 7, no 2, p. 54-70 (texte intégral) (ja).